# Doom (gra komputerowa 2016)
Doom (właśc. DOOM; dawniej: Doom 4) – gra komputerowa stworzona przez id Software, stanowiąca reboot serii Doom autorstwa tego samego studia. Gra zadebiutowała 13 maja 2016 roku i została wydana na komputery osobiste (PC) oraz konsole PlayStation 4 i Xbox One. Po kilku latach produkcji bez niemalże żadnych wiadomości, w 2011 roku projekt został wznowiony przez Bethesdę Softworks.

## Rozgrywka
Według Marty’ego Strattona, producenta wykonawczego id Software, Doom jest first-person shooterem z bardzo dynamiczną akcją i nowymi, oryginalnymi rodzajami broni. W grze udostępniono wiele rodzajów uzbrojenia, które gracz może zbierać i swobodnie przełączać się pomiędzy nimi. Powrócił m.in. BFG9000, jak również broń biała, np. piła łańcuchowa, którą można przeciąć przeciwników na pół. W grze pojawiły się znane z poprzednich odsłon demony, takie jak revenant, mancubus czy cyberdemon, chociaż wygląd części z nich został zmieniony. Ponieważ walka polega głównie na szybkości działania głównego bohatera, w grze umożliwiono m.in. wykonywanie podwójnych skoków. System walki określany jest przez twórców jako „przyj naprzód”, dlatego w grze znalazł się system osłon pozwalający na zregenerowanie zdrowia, które odzyskać można poprzez zbieranie rozsianych po poziomach apteczek i pancerzy, jak również zabijanie przeciwników. Nowością jest system egzekucji podczas walki wręcz, pozwalający powalić odpowiednio osłabionego przeciwnika, który zostanie podświetlony.

### Gra wieloosobowa
W grze znajdują się również rozmaite tryby wieloosobowe, takie jak tradycyjny czteroosobowy deathmatch, dominacja czy oczyszczanie obszaru. W trybie wieloosobowym dostępne są power-upy i teleporty. W niektórych wariantach po zdobyciu pentagramu gracz może zamienić się w jednego z dostępnych w grze potworów i w jego postaci walczyć przeciwko pozostałym graczom. Wbudowane zostało również narzędzie Doom SnapMap pozwalające na tworzenie nowych map i trybów, jak i dzielenie się nimi ze społecznością.

## Produkcja

### JakoDoom 4
Informację o powstającej grze ogłoszono oficjalnie 7 maja 2008 roku. Wcześniej John Carmack, ówczesny główny projektant id Software, zasugerował prace nad nią podczas QuakeConu w sierpniu 2007. Prezes id, Todd Hollenshead, zasugerował, że podobnie jak Doom II, akcja gry rozgrywać będzie się na Ziemi, zaś rozgrywka będzie bardziej zbliżona do dwóch pierwszych gier z serii, niż do utrzymanego w konwencji horroru Doom 3. W kwietniu 2009 Hollenshead stwierdził, że prace nad Doomem 4 są „dalece zaawansowane”. Zapytany o to, czy gra będzie sequelem, rebootem czy prequelem, odpowiedział, że nie jest to sequel Doom 3, ale nie jest to też reboot. Stwierdził, że Doom 3 był swojego rodzaju rebootem, w tym przypadku sprawa wygląda trochę inaczej.
23 czerwca 2009 roku id Software wraz z całym portfolio, obejmującym serie Doom, Wolfenstein i
Quake, zostało wykupione przez ZeniMax Media, a wydawcą wszystkich kolejnych gier studia została Bethesda. Podczas QuakeConu 2011 Carmack stwierdził, że gdy studio zakończy prace nad Rage, przyspieszy z produkcją Doom 4, który – w przeciwieństwie do Rage – będzie zawierał również możliwość tworzenia dedykowanych serwerów do gry wieloosobowej.
W kwietniu 2013 roku portal Kotaku poinformował, że gra znajduje się w „piekle produkcyjnym”. Powołując się na źródła w id, reporter stwierdził, że twórcy nie mogli dojść do porozumienia, a cały projekt został całkowicie zrestartowany w 2011 roku. Wewnętrzne źródła opisały wersję sprzed 2011 roku jako polegającą na skryptach i przerywnikach filmowych, podobnie jak gry z serii Call of Duty. Krytykowana była ona jako przeciętna, jednak źródła portalu opisywały ją również jako „kiepską” i „bałagan”. Podczas QuakeConu 2012 Tim Willits z id stwierdził, że każda gra ma duszę. Wyraził przekonanie, że w przeciwieństwie do Rage, Doom 4 nie ma duszy, jest „bezpłciowy”.

### JakoDoom
Gdy powrócono do etapu planowania projektu gry, w sierpniu 2013 roku Willits wyjawił, że zespół w dalszym ciągu skupia się na nowej grze z serii Doom, nie sprecyzował jednak, czy w dalszym ciągu nazywać ma się Doom 4. 19 lutego 2014 Bethesda ujawniła, że osoby, które zakupią w przedsprzedaży Wolfenstein: The New Order, otrzymają dostęp do betatestów Doom, zdradzając tym samym, że gra oficjalnie zmieniła nazwę.
10 czerwca 2014 podczas Electronic Entertainment Expo 2014 zaprezentowany został zwiastun gry, następnie pokazany również podczas QuakeConu i na oficjalnej stronie Doom. 17 czerwca, podczas QuakeConu, zaprezentowano dłuższy zwiastun, gdzie za zamkniętymi drzwiami odbyła się prezentacja mająca uciąć spekulacje na temat problemów związanych z produkcją gry. Podczas zamkniętego pokazu zaprezentowano mechanikę gry, w której znalazły się walka wręcz, ciosy wykańczające, czy wyrywanie przeciwnikom rąk, żeby wykorzystać je do otwarcia drzwi z biometrycznym zabezpieczeniem. Stwierdzono, że w grze możliwe będą podwójne skoki i będzie ona zapewniać swobodę ruchu, jak również, że przywrócono w niej pewne elementy z oryginalnych gier, takie jak możliwość jednoczesnego noszenia wielu broni i brak konieczności ich przeładowywania. 19 lipca 2014, po wiadomościach o problemach finansowych Cryteku, poinformowano, że Tiago Sousa opuścił Crytek i dołączył do zespołu pracującego nad Doom i silnikiem id Tech 6.
18 maja 2015 zaprezentowano krótki zwiastun przedstawiający korzystanie z dubeltówki oraz powracającego do serii potwora revenanta, stanowiący zapowiedź obszerniejszego materiału, jaki zostanie pokazany na targach E3. 14 czerwca na konferencji Bethesdy zaprezentowano około piętnastominutowy zwiastun z rozgrywki, a premierę gry zapowiedziano na przełom pierwszego i drugiego kwartału 2016 roku. Zwiastun został oceniony pozytywnie, chociaż niektórzy krytycy uznali, że gra będzie „zbyt brutalna”. Heines odpowiedział, że Doom został zaprojektowany tak, żeby gracze mogli wyżywać się na demonach, a nie na ludziach. Dodał również, że jeśli ktoś nie lubi krwawych i brutalnych gier, Doom najprawdopodobniej nie jest pozycją dla niego.

## Odbiór
Gra spotkała się z pozytywnym przyjęciem ze strony krytyków, chwalących przede wszystkim szybką rozgrywkę, kampanię dla jednego gracza, tryb SnapMap oraz oprawę wizualną, przedmiotem krytyki stał się jednak tryb wieloosobowy.
Wielu krytyków uznało, że Doom stanowi udany powrót serii. Recenzent serwisu The Jimquisition chwalił powrót do szybkiej i dynamicznej rozgrywki, różnorodność dostępnych broni, przeciwników oraz poziomów, określając grę jako bardzo dopracowaną i doceniając jej ogromny, majestatyczny świat. W recenzji portalu TheSixthAxis chwalono przede wszystkim kampanię fabularną, która według recenzenta jest „idiotycznie zabawna, ze znakomitym projektem poziomów i przeciwników”. Alec Meer z Rock, Paper porównał Doom do Wolfenstein: The New Order z 2014 roku, również wydanego przez Bethesdę, stwierdzając, że posiada ona najbardziej satysfakcjonującą kampanię dla jednego gracza od czasu rzeczonej gry. W recenzji GameSpot stwierdzono, że w kampanii zręcznie uchwycono to, co uczyniło gry z serii wyjątkowymi, a następnie umiejętnie ubrano w szaty nowoczesnych shooterów.
Pozytywnie oceniony został również tryb SnapMap. Recenzenci stwierdzili, że mimo prostoty daje on sporo możliwości i jest dla gry wartością dodaną. Niektórzy zauważyli jednak, że nie jest on zbyt różnorodny i posiada ograniczenia, których nie posiadają gry tworzone przez tradycyjne społeczności moderskie.
Kampania wieloosobowa spotkała się z mieszanym przyjęciem. Joab Gilroy z IGN nazwał grę „opowieścią o dwóch bardzo różnych shooterach”, stwierdzając, że gra wieloosobowa stara się pożyczać z nowych produkcji i odziać je w szaty dawnych strzelanek, jednak efekt końcowy nie zadowoli zwolenników żadnej ze szkół. Recencent VideoGamer.com, mimo bardzo pozytywnej opinii na temat kampanii fabularnej, grę wieloosobową określił jako „tylko dobrą”. Edwin Evans-Thirlwell z „Eurogamer” stwierdził, że jedynym wartym uwagi trybem gry wieloosobowej jest „wojenna ścieżka”. Julian Benson z Kotaku uznał, że gra wieloosobowa nie jest zła, jest jednak zbyt podobna do tej, jaką oferują inne gry, w odróżnieniu od kampanii fabularnej, będącej czymś, czego inni deweloperzy nie robią.
W przeciwieństwie do udostępnionej na miesiąc przed premierą wersji beta, finalny produkt oceniony został przez użytkowników platformy Steam „bardzo pozytywnie”.
W weekend wydania Doom był drugą najchętniej kupowaną grą w Wielkiej Brytanii, ustępując miejsca grze Uncharted 4: Kresowi złodzieja.